# L (DEATH NOTE)
L（エル）は、漫画『DEATH NOTE』に登場する架空の人物。作中では、世界中の難事件を多数解決してきた「世界一の名探偵」とされている。

## キャスト
声優
- アニメ版 - 山口勝平
- Netflixのアメリカ映画（吹替） - 三木眞一郎

俳優
- 実写映画版 - 松山ケンイチ
- ミュージカル版 - 小池徹平、キム・ジュンス（韓国版）、キム・ソンチョル
- ドラマ版 - 山﨑賢人
- Netflixのアメリカ映画 - ラキース・スタンフィールド

## プロフィール
- 生年月日 - 1979年（アニメ版では1982年）10月31日[2]
- 命日 - 2004年（アニメ版では2007年）11月5日（25歳没）、実写映画版では2006年7月30日
- 身長 - 179cm（推定）
- 体重 - 50kg（推定）
- 血液型 - 不明
- 性格 - 負けず嫌い
- 好きなもの - 甘い物
- 嫌いなもの - 靴下（部屋にいるときは裸足で、外に出る際も靴の踵を潰して素足で履く）
- 東応大学の大学生（流河旱樹名義で在籍）。入学試験では全教科満点で夜神月と同着トップで合格し、入学式で月と共に新入生代表の挨拶をしている（原作・アニメのみ）。
- 本名 - エル＝ローライト（L Lawliet）
- 出生 - 不明
- 国籍 -  イギリス（ イングランド）[注釈 2]
- 語学能力 - 日本語、中国語、英語、ドイツ語、フランス語、ロシア語に堪能で、各国のICPO関係者や前述のような日本の警察関係者にも難なく会話をこなせる。

## 人物

### 探偵として
世界の迷宮入り事件を何度も解決し、全世界の警察を動かせる唯一の存在として「影のトップ」「最後の切り札」「世界一の探偵」と呼ばれる。13巻のインタビューで大場つぐみが「登場人物の中で最も頭がいいのは誰だと思うか」という質問に対し「L。漫画の設定上そうでないといけないから（笑）」と答えており社交性などでは月に劣るがその発想力は天才的で大胆な行動力ももっている。また、作中でLと並び「世界三大探偵」と評されるドヌーヴ、エラルド＝コイルもLと同一人物である。ノベライズ版では、この2人の探偵は実在し、欧州バイオテロ事件と呼ばれる事件での探偵合戦でLが名前を勝ち取ったものとされている。
子供のころから頭が良く、「これからの時代で武器になる」と言って当時普及してなかったパソコンをワタリに用意させ、上昇する株を予測していくつも買わせ、莫大な資金を作った。また、腕っ節も強く、ワイミーズ・ハウスにやって来て一時間後に、殴りかかってきた子供たちを返り討ちにした（DEATH NOTE 漫画短編集収録のL-The Wammy's House ）。
自分の気に入った事件にしか関わらず、「正義」についても作中で発言する以上のこだわりはない。特別編では、探偵業は遊びの延長で趣味であり、子供が推理小説の謎解きやテレビゲームをクリアしたいと思うのと同じと語っている。
キラ事件の際には、自分がLであることを本部以外の人間に悟られぬよう、日本捜査本部の刑事たちや補佐役のワタリにまで自分を「竜崎」と呼ばせる。東応大学に入学した際には、「流河 旱樹（りゅうが ひでき）」という作中の人気アーティストと同じ名前を偽名として使用し、月を挑発する。
一見すると安楽椅子探偵にも見えるが、行動的な面もあり、キラ事件においては捜査員の指揮から容疑者の迅速な確保の手回しまで1人で全て行った上、自ら東応大学に潜入して容疑者である夜神月に接触を図った。また、ロサンゼルスBB連続殺人事件では事件が解決したにもかかわらず危険を冒してまで事件解決の立役者である南空ナオミと接触する。運動の面でも、イギリス在住中にテニスのJr.チャンピオンを獲得したと語り、格闘技のカポエイラを習得している。ノベライズ版では、南空ナオミからカポエイラのことを聞き、ビデオを見てほぼマスターしたというエピソードが語られた。

### 容姿・性格
痩せ形の体型で、目の下に隈があり、髪は黒く眉が隠れるほど長く初期はパーマがかかっていた。一人称は「私」。服装は一年を通してゆったりとした白い長袖シャツにジーンズ。ワタリを除き、他人に対しては常に敬語で接する。猫背気味で親指の爪を噛む癖がある。「この座り方でないと推理力が40%落ちる」と言って、膝を曲げて胸に抱え込むような姿勢で椅子に座り、この姿勢のまま睡眠もとる。テレビドラマ版では足を机の上に投げ出し、肘をついて座っている。
出身地はイギリスだが、親など家族についての情報は一切明かされていない。原作者の大場は、コミックス13巻での「Lはどこの国の人か」という問いに対して、「日本人が1/4、イギリス人が1/4、ロシア人が1/4、フランス人かイタリア人が1/4というイメージ」と答えている。
自ら「幼稚で負けず嫌い」と称する通り、些細な勝負であろうと負けを嫌い、ほんの些細な疑問でも追求していく徹底主義者。だが、時には盗撮や盗聴など、犯罪行為そのものの方法も厭わず、その手段を選ばないやり方から、作中では日本捜査本部捜査員などと衝突することも多かった。
極度の甘党で、推理の現場ではことあるごとに菓子やデザートといった甘味の間食を欠かさず、コーヒーや紅茶などの飲み物には砂糖を大量に入れる。糖分の摂りすぎでも太らず、体調も崩さないのは「頭を使っているから」だと述べている。作中でまともな食事を摂った描写はない。

### 関わった事件
ウィンチェスター爆弾魔事件
ノベライズ版の中でメロが自身の知るLの武勇伝の一つとして挙げた事件。「第三次世界大戦を未然に防いだ」と語られている。推定年齢7〜8歳のLとワタリが初めて出会った事件とされている。
欧州バイオテロ事件
ノベライズ版の中でメロが自身の知るLの武勇伝の一つとして挙げた事件。時系列的にどこに位置するかは不明。ウィンチェスター爆弾魔事件と同様、メロは『ゲストとしてワイミーズハウスの初代X〜Zの「そそられし子どもたち（ラストアルファベット）」が参戦した』と語る。また、Lがエラルド・コイル、ドヌーヴという二つの探偵コードを勝ち取った事件でもある。
ロサンゼルスBB連続殺人事件
ノベライズ版で語られたLと南空ナオミが解決に尽力した連続殺人事件。ワイミーズハウス出身のBことビヨンド・バースデイが犯人であることにLは初めから確信を持っていたようである。この事件の最中にLはナオミからカポエイラについて聞き、習得。この事件がきっかけで以後探偵コードの一つとして『竜崎』を使用している。その後、犯人のビヨンド・バースデイはキラによって殺害された。
偽NPO「クリエラの月」
ゲーム版「L the proLogue to DEATH NOTE -螺旋の罠」で語られた。事件の名称は不明。中米クリエラ共和国の難民救済のためのNPO「クリエラの月」の実態が難民たちを利用して武器を売りさばく闇ブローカーであると発覚、組織壊滅までの活動の全指揮をLが執ったとされる事件である。この事件にLが参加したことにより、後にLブランド事件に発展する。
Lブランド事件
ゲーム版「L the proLogue to DEATH NOTE -螺旋の罠」で語られた。事件の名称は不明。「クリエラの月」が活動を再開したとして捜査中だったFBI捜査官が拉致され、犯人側がネゴシエーターとしてLを指名した。この事件の本当の目的は、捜査官を脱出させる過程で、Lの手で複数のトラップを解除させ、そのデータをもとにLブランドと称してそれらのトラップを売り出そうとするアロイス・ベイトソンの企みであった。事件はFBI捜査官と犯人の一人であったジェフリー・ミラーの協力によって解決し、アロイスは逮捕後、キラによって獄中死している。
キラ事件
原作で描かれたLが関わった最後の事件。死神のノートを手にしたキラという殺人鬼を相手に頭脳戦を繰り広げ、夜神月をはじめとする容疑者を数名確保したが、決定的な証拠を得られないまま死神によって殺害される。
実写映画版では夜神月の策略を看破し、その裏をかいて自身が生きたまま事件を解決した。しかしノートを使用した計画だったため、この事件の解決から20日後に心不全で死亡する（後述）。
人類削減計画
実写映画版と小説版で異なる展開が描かれた、実写映画版キラ事件から続く最後の事件。環境保護団体「ブルーシップ」による行き過ぎた環境保護計画である人類削減計画を、ノートによって残された僅かの時間の中で解決する。新種のウイルスを使った大掛かりなテロ事件であり、ワイミーズハウス出身の「F」や「K」が関わった事件でもある。実写映画版では、この事件の解決後に死亡した。

### 死
ミサが二度も死神の目の取引をしたことや、その将来性を考慮した死神レムによってワタリと共にデスノートに名前を書かれる。今際の際に夜神月の卑劣な笑みを見て、自分の考えが間違っていなかったと心の中で再確認し、息を引き取る。Lの死は世間の混乱を防ぐために隠蔽されたが、自らのパソコンに「1か月操作されないと自動的にワイミーズハウスの院長ロジャーに自分の死を伝える」というプログラムをセットしており、後の行動を託した。

## 派生作品でのL

### 実写映画版
実写映画版では、インターポールが日本に送った男ということになっている。原作同様捜査をゲームのように捉え、事件解決のためなら時には犯罪行為も厭わず、人間的な感情を排した捜査や推理を行うため、松田や総一郎から非難の声を浴びることもあったが、後編では犠牲を伴った捜査を謝罪するなど倫理観の変化を見せた。月に対しては事件解決時に「友達になれず残念です」と語っている。甘い物を大量に食べる特徴は同じだが、映画後編では和菓子も食べ、Lを演じた松山ケンイチの案により、スウィーツ以外にコンソメ味のポテトチップスなども捜査本部に散らかっている。
運動は苦手分野の一つとなっていて、テニスやカポエラなどの描写はない。
白いシャツにジーンズという服装も同じで、撮影においては同じ白シャツが何着も用意された。眉は剃り落として演じている。
自分の名前がデスノートに書かれることを察知し、自ら自身の名前をデスノートに書いて死の状況を「心不全で23日後に安らかな眠りの中で死亡」と設定したことで23日間はノートで殺害されることを防いだ。その後、監視カメラの前で月に（偽物の）ノートを使わせることに成功し、キラ事件を解決した。
死の間際に総一郎へ「あなたは立派な父親だと感じました」と遺し、ワタリの写真を傍らに静かに息を引き取った。その際、自分が孤児であったことを仄めかし、また月を救えなかったのを後悔していることを明かしている。

#### L change the WorLd
デスノートに書き込んだ死期が間近に迫り、抱えていた世界中の難事件を次々と1人で解決していた。そんな折、タイから新種ウイルス被害の生き残りの少年BOY（Fからの贈り物）と、ワタリに託されるはずだったウイルスを携えた真希が訪れる。最期の6日間を懸けて「人類削減計画」を掲げる組織『ブルーシップ』が関わる事件解決に動き出す。
事件解決後、BOYをワイミーズハウスに預け「救いたい人の側にいられるように」との願いを込めて「ニア（Near）」と名づけた。
小説版ではワタリを頼ってやってきた真希を保護し、駿河や松田を頼って事件解決に奔走する。デスノートの存在を知るアメリカからも狙われる立場になりながらも、奇策を用いて対処している。

#### Light up the NEW world
ニアをワイミーズハウスに預けた後、Lの遺伝子から生まれた新井正幸と会う。そして彼に「デスノートのような全能な物があったとしても悪の手を使って悪を倒してはいけない」と語り、新井正幸に飴をプレゼントして去る。

### テレビドラマ版
自他共に認める栄明な頭脳と知性を持つ「天才探偵」。キラの犯罪に興味をいだき、ワタリへ「ICPOに自分へ本件解決を依頼させるように」と命じ、それを口実に訪日した。ワタリ曰く「色々と敏感な人」。冷静沈着で、不敵な笑みを浮かべることが多いが、メロの挑発的な言動に対しては少なからずも怒りを露にしており、「ニアの邪魔だけはするな」と忠告している。一人称は原作同様「私」を使用するが、プライベートでは「僕」または「俺」を使用する。癖は月の監視。
偽名として「竜崎」を名乗らず、捜査本部のメンバーやワタリからも終始「L」と呼ばれる。留学生として潜入した杉並経済大学でも他の学生に対して自ら「L」を名乗っている。本名を賭けた月とのテニス対決後、月に対して「流河早樹（読みは原作と同じで「りゅうがひでき」）」を名乗る（本物の流河が写った雑誌の表紙には名前が「旱樹」ではなく「早樹」と表記されており、名を明かした際にも自ら「流れる河に早い樹」と説明している。）。その後月からは主に「流河」と呼ばれる。
「キラ事件を解決する」という目的に関しては日本警察側と違わないものの、テレビ中継を通してキラに宣戦布告する旨の発言をする一方で自首をしないよう薦めたり、総一郎らに対して「キラを逮捕するのは、日本警察の仕事」と言い放つなど、自分勝手とも言える言動から、Lに対する日本警察の捜査員の心象は、お世辞にもあまり良いとは言えない。また、「目的のためなら手段を選ばない」という一面もあり、その点については「（『目的』そのものは異なるが）キラと変わらない」と批判されている。
原典で見られる「椅子やソファの上に『両立ち膝座り』で座る」「ケーキなどの菓子類を頻繁に口にする」といった素振りは無く、代わりに「LUCKY CHARGE（ラッキーチャージ）」というゼリー飲料をよく飲み、時折パソコンでお笑い芸人のネタ動画を見ている。また、身だしなみに関しても、裸足であった原典とは異なり靴を履いており、靴を含め全身白ずくめの服装をしている。
FBI捜査官たちに命じていた警察関係者およびその家族の身辺調査において、特に総一郎の息子である月に目をつけており、彼の尾行を任せていたFBI捜査官からの報告により、月に対する疑惑を強める。
「死神」については、「もし実在するのであれば、会ってみたい」と話しているが、7話でノートを手にし、レムの姿を目にした際は腰を抜かすなど驚きを隠せなかった。
「第二のキラ」による殺人が表沙汰になってからは、外出する際、「万が一の時のための備え」として服装や髪型が似ている複数の影武者を同行させている。
8話で本名がL.Lawliet（エル・ローライト）であること、さらにはワタリがイギリスで運営するハウスの子供で身寄りがなく協調性もない、我が強い子供だったことが判明。そして総一郎を父親のように思っていたことを告げ、「これから何が起ころうとも目をそらさないでください」と忠告する。
月に自分がキラであることを自白するよう要求し、月が口を割らないと見るやワタリに作らせた偽のデスノートを使って月が月自身の筆跡でLの名前を書くことで証拠を得る作戦にはめる。しかし、もう一冊のノートの使い手にまで手が回っておらず、「月がLの名を書いたノート」という物証を手に総一郎たちへ月がキラであると話そうとした矢先、「死神の目」を持つ魅上によりデスノートに名前を書かれ、心臓麻痺で死亡する。
生前、自分が死んだ（キラに殺された）場合の後継者としてニアを指名したり、自分の死後の出来事を予測していた（どころか「今起こっていることは私の計画通り」と言い切っている）内容のビデオレターを作成しており、最期の最後までビデオレター越しに月を追い詰める。

## Lの後継者・候補者
ワタリが創設した孤児院『ワイミーズハウス』にはLの後継者を担う子供たちがおり、第二部ではワイミーズハウス出身の3人の後継者候補が登場する。
夜神月
2代目Lとして、キラと警察の一人二役を演出し、キラの影響力を強めていく。Lの死を悟らせないために月自身が仕向けたことから後継者となったため、ワイミーズハウスとは無関係。
ニア
ワタリが建てた孤児院ワイミーズハウスで育ったLの後継者1次候補。アメリカでキラ対策機関SPKを結成して「N」と名乗り、真のLの後継者であることを2代目Lである月に認知させる。月の死後3代目Lとなる。
メロ
ニアと同じくワイミーズハウスで育ったLの後継者2次候補。Lの後継者の座をニアに譲り、ニアとは別にマフィアやワイミーズハウス出身のマットと手を組んでキラに迫る。
マット
ニア、メロと同じくワイミーズハウスで育ったLの後継者3次候補。メロと手を組んでキラに迫った。
ビヨンド・バースデイ
ノベライズ版で登場。通称「B」。創設初期のワイミーズハウスの出身で、先天性の死神の目の持ち主。正確にはLを継ごうとしたわけではなくLを超えることを最大の目的にしていた。
竜崎
映画『デスノート Light up the NEW world』で登場。Lが生前に残した遺伝子から体外受精で誕生した“正統な後継者”。Lが生前に言い残した「悪の力を使って悪を倒してはいけない」という教えを守り、ノートを使わずに新生キラ事件を解決することでLを超えようとする。

## スピンオフ・パロディなど
- 『ボボボーボ・ボーボボ』との合作企画で書かれた『page.17 視線』は、ところ天の助が初代Lを演じた。月とLの配役は、大場つぐみの指名による。
- DS用ゲーム『キラゲーム』では月の策略を見破り勝利するシナリオもある。
- 日本テレビ系列局での映画告知CMでは最後に各局のマークやキャッチコピーを主演俳優が言う（系列局のアナウンサーが言う局もある）が、『L change the WorLd』の告知CMではイメージの都合などで、L役の松山ケンイチが無言でフリップを持ち各局でナレーションを流す演出となった。
- ロッテのキシリトールガムのCMで『ロッテのキシリトールは、Lだって持ってる』をフレーズとして俳優松山ケンイチが抜擢された。
- 番外編小説『DEATH NOTE アナザーノート ロサンゼルスBB連続殺人事件』ではLと南空ナオミとの過去が西尾維新によって描かれる。
- DSゲーム第3弾『L the prologe to DEATH NOTE 螺旋の罠』でキラ事件以前の事件にプレイヤーとLが関わることとなる。